# Yezoceryx varicolor
Yezoceryx varicolor är en stekelart som först beskrevs av Joseph Augustine Cushman 1933.  Yezoceryx varicolor ingår i släktet Yezoceryx och familjen brokparasitsteklar. Inga underarter finns listade i Catalogue of Life.